# Zrinka Stahuljak
Zrinka Stahuljak, née le 27 février 1969  à Zagreb, est une historienne médiéviste, professeure de littérature médiévale en littérature comparée et française.

## Biographie
Fille de musiciens, Zrinka Stahuljak ne peut terminer ses études à l'université de Zagreb à cause de la guerre en Croatie.
Après la reconnaissance internationale de la Croatie en janvier 1992 et l'arrivée au pouvoir de nationalistes, elle décide de quitter son pays et gagne les États-Unis, précisément l'université du Kansas à Lawrence. Elle y étudie puis enseigne le monde médiéval francophone.
En 2005, elle est professeure de littérature médiévale en littérature comparée et française à l'université de Californie à Los Angeles (UCLA). À partir de 2019, elle en dirige le Centre des études médiévales et de la Renaissance.
Zrinka Stahuljak expose son approche de l'histoire médiévale : 

« Un Moyen Âge pensé globalement comme un monde décloisonné, ne serait pas un monde de monuments et de documents – le patrimoine et le mémoriel -, qui de surcroît servirait à historiciser le présent comme différent et donc meilleur, mais un monde vivant et total en devenir permanent. Sa littérature serait pensée non pas comme le résultat des actions dans le monde, mais comme agentivité, la capacité d’agir dans le monde. Le Moyen Âge, parce qu’il appelle la pluri et la transdisciplinarité et qu’il ne peut qu’être pluriel de par sa nature, doit faire partie du monde et viser le monde qu’il est, en avant-garde de toutes les autres époques qui sont autrement disciplinaires par la vertu du développement des disciplines et des savoirs qui s’étendent jusqu’à aujourd’hui. »

— Zrinka Stahuljak
Elle est invitée à présenter, dans une série de conférences au Collège de France ses travaux sur les fixeurs  ["Elle utilise ce terme a priori anachronique pour évoquer les nombreux intermédiaires, jusqu'alors négligés, qui peuplent les récits de pèlerins et de voyageurs médiévaux. Cette figure contemporaine, qui aide journalistes et humanitaires à se mouvoir sur des théâtres de conflit, est-elle utile pour comprendre l'entre-deux-mondes médiéval ? " ]
Elle présente sa démarche scientifique dans la réflexivité (sciences sociales), à partir de son expérience d'interprète de guerre pendant les guerres de Yougoslavie. Elle voit dans ce vécu un moyen de trouver à la fois de la distance par rapport à ses sujets d'étude, centrés sur le Moyen Age, et d'y trouver sa propre identité, comprendre ce qui la touche dans ces sujets. Son histoire personnelle, toujours vivante en elle, lui donne une force pour trouver un équilibre juste entre cette distance et cette identification.

## Publications

### Ouvrages scientifiques
- (en) Bloodless Genealogies of the French Middle Ages : Translation, Kinship, and Metaphor, Gainesville, University Press of Florida, 2005, 242 p. (ISBN 0-8130-2862-0, présentation en ligne), [présentation en ligne].
- (en) Pornographic Archaeology : Medicine, Medievalism, and the Invention of the French Nation, Philadelphie, University of Pennsylvania Press, 2013, VIII-338 p. (ISBN 978-0-8122-4447-2, présentation en ligne), [présentation en ligne], [présentation en ligne]. Traduction en français : L'archéologie pornographique : médecine, Moyen Âge et histoire de France  (trad. de l'anglais par Laurent Bury), Rennes, Presses universitaires de Rennes, 2018, 392 p. (ISBN 978-2-7535-7454-0, présentation en ligne).
- Médiéval contemporain : pour une littérature connectée : essai, Paris, Éditions Macula, coll. « Anamnèses. Médiéval/Contemporain », 2020, 90 p. (ISBN 978-2-86589-118-4, présentation en ligne).
- Les fixeurs au Moyen Âge : histoire et littérature connectées, Paris, Éditions du Seuil, coll. « L'Univers historique », 2020, 194 p. (ISBN 978-2-02-144074-4, présentation en ligne).

### Littérature policière
- Iris Castor (pseudonyme de Laure Murat et Zrinka Stahuljak), Zoé la nuit, J.C. Lattès, 2010[6].

### Conférences au Collège de France
Cycle de conférences de 2018, disponibles en ligne :
- Les fixeurs au Moyen-Âge I - Fixeurs, passeurs, lieux de passage : corps, textes et réseaux [lire en ligne]
- Les fixeurs au Moyen-Âge II - Stratégies et éthique (1) : fidélité [lire en ligne]
- Les fixeurs au Moyen-Âge III - Éthique (2) et économie : don, courtoisie, pouvoir [lire en ligne]
- Les fixeurs au Moyen-Âge IV - Le gouvernement des fixeurs : les Pays-Bas bourguignons [lire en ligne]